# Michael B. Gordon
Pour les articles homonymes, voir Gordon et Michael Gordon.
Michael B. Gordon est un scénariste américain, né le 27 février 1976. Il signe aussi parfois Michael Gordon.

## Filmographie

### Cinéma
Scénariste
- 2006 : 300
- 2009 : G.I. Joe : Le Réveil du Cobra

Assistant
- 2001 : Angel Eyes
- 2002 : Mauvais piège

## Distinctions
Nominations
- Saturn Award :
  - Saturn Award du meilleur scénario 2008 (300)